# Chiangmaia
Chiangmaia Millidge, 1995 è un genere di ragni appartenente alla famiglia Linyphiidae.

## Distribuzione
Le due specie oggi note di questo genere sono state rinvenute nella Thailandia.

## Tassonomia
Dal 1995 non sono stati esaminati altri esemplari di questo genere.
A giugno 2012, si compone di due specie:
- Chiangmaia rufula Millidge, 1995 — Thailandia
- Chiangmaia sawetamali Millidge, 1995[3] — Thailandia